# Star (álbum de Françoise Hardy)
Star é o décimo-sexto álbum da cantora francesa Françoise Hardy, originalmente publicado na França, em 1977 e, posteriormente, em outros países.